# Bitches Brew
A Bitches Brew egy 1970-es dupla Miles Davis-album. Szerepel az 1001 lemez, amit hallanod kell, mielőtt meghalsz című könyvben.

## Az album dalai
| 1. | Pharaoh's Dance | Joe Zawinul | 20:06 |

| 1. | Bitches Brew | Miles Davis | 27:00 |

| 1. | Spanish Key     | Davis | 17:34 |
| 2. | John McLaughlin | Davis | 4:26  |

| 1. | Miles Runs the Voodoo Down | Davis         | 14:04 |
| 2. | Sanctuary                  | Wayne Shorter | 11:01 |

## Közreműködők
- Miles Davis – trombita
- Wayne Shorter – szopránszaxofon
- Bennie Maupin – basszusklarinét
- Chick Corea – elektromos  zongora
- Larry Young – elektromos  zongora
- Joe Zawinul – elektromos  zongora
- John McLaughlin – gitár
- Dave Holland – basszusgitár
- Harvey Brooks – basszusgitár
- Lenny White – dob
- Billy Cobham – dob
- Jack DeJohnette – dob
- Don Alias – konga, dob
- Juma Santos – shaker, konga